# Licinia Eudoxia
Licinia Eudoxia (422 – 493) II. Theodosius keletrómai császár és Aelia Eudocia gyermeke volt. 424-ben, kétévesen apja unokaöccsével, III. Valentinianus nyugat-római császárral jegyezték el, és 437-ben sor is került a menyegzőre Konstantinápolyban. Két lánya született a császártól, Eudocia és Placidia. 439-ben elnyerte az Augusta címet.
Miután 455-ben meggyilkolták férjét Rómában, kénytelen volt feleségül menni utódjához, Petronius Maximushoz. Egyes feltételezések szerint ő hívta a Geiserich vezette vandálokat Itáliába. Miután azok kirabolták a várost, őt és lányait Karthágóba vitték. Már Marcianus (450-457) tárgyalásokba kezdett kiszabadításáért, de csak a 460-as évek elején térhetett haza Placidiával együtt. Másik lánya, Eudocia Afrikában maradt, mint Geiserich fiának, Hunerichnek a felesége. Eudoxia Konstantinápolyban élte le élete hátralevő részét.